# Hiroshi Futami
Hiroshi Futami (二見 宏志 Futami Hiroshi?), född 20 mars 1992 i Osaka prefektur, är en japansk fotbollsspelare.
Futami började sin karriär 2013 i Vegalta Sendai. 2016 flyttade han till Shimizu S-Pulse.